# Xero (Film)
Xero ist ein experimenteller Pornofilm des US-amerikanischen Pornofilmregisseurs Jack the Zipper. Für die Produktion und den Soundtrack zeichnete das deutsche Elektronik-Duo Rockford Kabine verantwortlich.

## Handlung
Xero verfügt über keine Dialoge. Der Film handelt von einer maskierten Frau, die sich Sex wünscht. Vor ihren Augen laufen vier Clips mit jeweils zwei lesbischen Pärchen ab. Die Szenen starten immer mit einem Striptease der einen Performerin, danach kommt eine zweite dazu und die beiden schlafen miteinander. Am Ende tötet sich die maskierte Frau.

## Hintergrund
Während die Sexszenen durchaus im Hardcore-Bereich angesiedelt sind, ist ein Großteil des Films (etwa 50 Minuten) eher an den Erotikfilm angelehnt. Die Szenen werden von Rockford Kabines Lo-Fi-Electro-Trance-Score begleitet.
Der Film entstand, nachdem eine US-amerikanische Porno-Regisseurin Kabines erstes Werk 31 Invalid Movie Themes unlizenziert für einen ihrer Filme verwendet hatte. Das Produzenten-Duo nahm schließlich Kontakt mit Regisseur Jack The Zipper auf und sendete ihm einen 62-minütigen Soundtrack, um den der Regisseur dann einen Film bastelte. Der Film orientiert sich an japanischen Sexploitation-Filmen wie der Filmreihe Sasori und ist dem Genre alt.porn zuzuordnen.

## Auszeichnungen
- 2011: AVN-Award-Nominierung: Best All-Girl-Release[4]
- 2011: AVN-Award-Nominierung: Best Art Direction
- 2011: AVN-Award-Nominierung: Best Music Soundtrack
- 2011: AVN-Award-Nominierung: Best Tease Performance (Jayme Langford)
- 2011: AltPorn-Award: Best Feature AltPorn Video[5]